# Dariusz Mikrut
Dariusz Mikrut (ur. 17 lutego 1979 w Rzeszowie) – polski szachista, mistrz międzynarodowy od 2006 roku.

## Kariera szachowa
W czasie swojej kariery trzykrotnie awansował do finałów mistrzostw Polski juniorów. W roku 1997 w Jarosławcu uzyskał najlepszy wynik na I szachownicy podczas drużynowych mistrzostw Polski juniorów (zdobywając 9½ pkt w 10 partiach). W 2001 r. startując w barwach klubu Zelmer Rzeszów zdobył w Brzegu Dolnym brązowy medal drużynowych mistrzostw Polski w szachach błyskawicznych. Rok później podzielił I miejsce w międzynarodowym turnieju w Rzeszowie oraz zajął III miejsce w międzynarodowych mistrzostwach Słowacji w Preszowie. W roku 2002 podzielił I miejsce we Frýdku-Místku. W roku 2006 zwyciężył w otwartych turniejach w Dobczycach i Libercu oraz zajął II miejsce w Orlovej. W memoriałach Józefa Dominika w Dobczycach triumfował również w 2007 i 2008 roku. W 2009 r. podzielił II m. (za Piotrem Brodowskim, wspólnie z m.in. Maciejem Rutkowskim i Mirosławem Grabarczykiem) w Kowalewie Pomorskim. W 2013 r. podzielił I m. (wspólnie z Arturem Jakubcem) w Międzynarodowych Mistrzostwach Małopolski.
Najwyższy ranking w dotychczasowej karierze osiągnął 1 stycznia 2007 r., z wynikiem 2433 punktów zajmował wówczas 39. miejsce wśród polskich szachistów.
Od roku 2005 prowadzi szachowy serwis Mistrz. Zajmuje się również szkoleniem młodzieży.